# Лиланга, Джордж
Джордж Лиланга (англ. George Lilanga, 1934—2005) — танзанийский деятель искусств, художник и резчик по дереву, наиболее яркий представитель современного модернистского африканского искусства.

## Жизнь и творчество
Происходил из народа маконде. Почти всю жизнь провёл в бывшей столице Танзании — городе Дар-эс-Саламе, создавая картины и скульптуры.
Искусство Лиланги было традиционным и одновременно новаторским. В картинах и деревянных расписных скульптурах (шетани) художник умело воплощал как свой взгляд на жизнь, так и художественные традиции своего народа.
Работы Лиланги представлены едва ли не во всех основных экспозициях африканского, традиционного и современного искусства — в частности, они хранятся в музеях Дюссельдорфа, Парижа, Лондона и Токио. Значительное количество произведений содержится в музейном собрании Мавингу (Mawingu), находящемся в Гамбурге (Германия), — одном из крупнейших международных хранилищ искусства Восточной Африки и, в частности, народа маконде. Мавингу устроило посмертную персональную выставку работ Лиланги, классифицировав и тематически распределив их.
Помимо художественных галерей, многое из его творчества хранится в частных коллекциях, в частности, в Нидерландах. Пока этот творческий пласт остаётся мало известным как экспертам, так и общественности.